# Almazora
Almazora (valencijskou katalánštinou Almassora) je španělské město v provincii Castellón v autonomním společenství Valencie. Je součástí comarcy Plana Alta a leží nedaleko pobřeží Costa del Azahar. Nachází se prakticky v souměstí a současně mezi městy Villarreal a Castellón de la Plana. Žije zde přibližně 28 tisíc obyvatel.
Její příjmy jsou založeny na průmyslové výrobě keramických výrobků a na citrusových plantážích.